# Exascale
Exascale computing is het gebruik van een nieuwe generatie geavanceerde computersystemen, waarin de totale capaciteit van alle processoren de waarde van één exaflops (1018  floating point operations per second) overschrijdt, maar waarin ook tot uitdrukking komt dat andere componenten, zoals geheugengrootte en –snelheid, data-opslagruimte, bandbreedte en latentietijd proportioneel zijn. Vandaar de term "scale". Het prefix "exa" verwijst naar 1018.
Een dergelijke rekencapaciteit in een enkel systeem is vooral interessant voor wetenschappelijke disciplines waarin grootschalige berekeningen een belangrijke rol spelen. Gedacht kan worden aan de simulatie van fysische, chemische, biologische en economische processen en systemen. Een geregeld gebruikt voorbeeld is klimaatsimulatie voor het beter begrijpen van de processen die een rol spelen bij de opwarming van de aarde.
In 2009 verwachtte men dat de eerste echte exascale-faciliteiten rond 2018 operationeel zouden worden.
Twee activiteiten houden zich in het bijzonder bezig met de verkenning en ontwikkeling van het exascaledomein, namelijk IESP (International Exascale Software Project), en EESI (European Exascale Software Initiative). IESP is een internationaal samenwerkingsverband, op initiatief van de VS, maar min of meer gelijkwaardig mede gedragen door Europa en Azië. IESP organiseert workshops en produceert roadmaps. EESI is een Europees project, gefinancierd vanuit het Zevende Kaderprogramma van de Europese Commissie, en organiseert onder meer de Europese inbreng in IESP.